# Округ Фокнер (Арканзас)
Округ Фокнер (енгл. Faulkner County) је округ у америчкој савезној држави Арканзас. По попису из 2010. године број становника је 113.237. Седиште округа је град Conway.

## Демографија
Према попису становништва из 2010. у округу је живело 113.237 становника, што је 27.223 (31,6%) становника више него 2000. године.
| Група             | 2000.          | 2010.          |
| Белци             | 75.218 (87,4%) | 93.326 (82,4%) |
| Афроамериканци    | 7.298 (8,5%)   | 11.568 (10,2%) |
| Азијати           | 619 (0,7%)     | 1.277 (1,1%)   |
| Хиспаноамериканци | 1.509 (1,8%)   | 4.435 (3,9%)   |
| Укупно            | 86.014         | 113.237        |